# Ureus
Ureus (iz egipčanskega jʿr.t, iaret,  prežeča kobra, preko grškega starogrško οὐραῖος, ouraîos, na (svojem) repu)1.	 je stilizirana egiptovska kobra z dvignjenim telesom in razširjenim vratom, ki je v Starem Egiptu simbolizirala suverenost, vladarjevo moč, boginjo samo in božansko oblast.

## Simbolika
Ureus je simbol boginje Vadžet, ene od najstarejših egipčanskih boginj, ki so jo pogosto upodabljali kot kobro. Središče njenega kulta je bilo v mestu Per-Vadžet. Grki so mesto preimenovali v Buto. Vadžet je postala zavetnica Nilove delte in zaščitnica Spodnjega Egipta. Faraoni so ureus nosili kot okras na glavi ali kot del rdeče krone Spodnjega Egipta (dešret). Simboliziral je zaščito boginje Vadžet, utrjeval faraonovo oblast in potrjeval legitimnost njegove oblasti. Arheološke najdbe kažejo, da so začeli simbol uporabljati že v Starem kraljestvu v 3. tisočletju pr. n. št.  Ureus je nosilo tudi nekaj boginj, povezanih z Vadžet.
Po združitvi Spodnjega in Gornjega Egipta se je kobri pridružil egiptovski jastreb, simbol boginje Nekbet, ki je imela v Gornjem Egiptu enak položaj kot Vadžet v Spodnjem.  Združena simbola na faraonovi kroni sta pomenila njegovo oblast nad celim Egiptom.  Ločena kulta obeh boginj sta preprečila njuno združitev v eno božanstvo, kar se je zgodilo več drugim egipčanskim božanstvom. Znani sta postali tudi kot Dve gospe in postali združeni zaščitnici in zavetnici obeh Egiptov.